# Michael Steen Nielsen
Michael Steen Nielsen (Køge, 15 februari 1975) is een Deens voormalig professioneel wielrenner die zowel op de weg als op de baan actief was. 

## Carrière
Bij de junioren werd hij Deens kampioen puntenkoers en achtervolging, maar bij de elite behaalde hij vooral titels op de ploegenachtervolging. In 1997 werd hij Deens kampioen op de weg bij de beloften, waarna hij ging rijden voor Home-Jack & Jones, de voorloper van het huidige Team Saxo Bank.
Michael Steen Nielsen deed namens Denemarken mee aan de Olympische Spelen van 1996 (Atlanta). Samen met Frederik Bertelsen, Jimmi Madsen en Jakob Piil vormde hij het team op de ploegenachtervolging. Ze eindigden als 13e.

## Belangrijkste overwinningen
1993
- Deens kampioen achtervolging, Junioren
- Deens kampioen puntenkoers, Junioren
- Achtervolging op Nordisk Mesterskab, Junioren
- Ploegenachtervolging op Nordisk Mesterskab, Junioren (met Per Verdi, Peter Steen Jensen, Arv Hvam en Marek Dabrowski)
- Puntenkoers op Nordisk Mesterskab, Junioren

1994
- Achtervolging op Nordisk Mesterskab, Elite
- Ploegenachtervolging op Nordisk Mesterskab, Elite (met Klaus Kynde, Rud Jacobsson en Jakob Piil)

1995
- Deens kampioen ploegenachtervolging, Elite (met Michael Sandstød, Ronny Lerche, Frederik Bertelsen en Lars Otto Olsen
- Achtervolging op Nordisk Mesterskab, Elite
- Ploegenachtervolging op Nordisk Mesterskab, Elite (met Lars Otto Olsen, Jakob Piil, Ronny Lerche en Tayeb Braikia)

1997
- Fyen Rundt
- Deens kampioen op de weg, Beloften
- Tijdrit op Nordisk Mesterskab, Elite

1998
- 4e etappe, deel A Ronde van Denemarken

1999
- Deens kampioen ploegentijdrit, Elite (met Jesper Skibby en Nicolai Bo Larsen)
- Deens kampioen ploegenachtervolging, Elite (met Michael Sandstød, Jacob Filipowicz en Jens-Erik Madsen)
- 5e etappe Ronde van Denemarken

## Grote ronden
Geen